# Volcán Santiaguito
El volcán Santiaguito es un volcán que se originó a través de un cráter del volcán Santa María entre 1902 a 1922, se encuentra en el departamento de Quetzaltenango, en el altiplano occidental de Guatemala a 2550 m s. n. m. de altitud.
Localizado a 11 km de la ciudad de Quetzaltenango y a unos 212 kilómetros de la ciudad de Guatemala.
Han pasado poco más de un siglo desde la formación del Volcán Santiaguito y a pesar del tiempo continúa como uno de los tres volcanes más activos de Guatemala, siendo los otros dos el de Fuego y el de Pacaya. Es visitado por muchos turistas y montañistas locales que se ven atraídos por la aventura que representa observar sus explosiones y admirar un paisaje hostil, en comparación con el resto de volcanes de GuatemalaAunque últimamente ha mostrado reciente actividad volcánica como pequeñas explosiciones constantes y flujo de ceniza incandescente y acompañadas de descenso de flujos piroclásticos además de un desprendimiento ocasional de bloques de roca desde la cúpula del domo del volcán y los bordes del flujo de lava y esto significa una potencial amenaza para poblaciones aledañas al volcán. 
Entre las peculiaridades de este volcán figura su ubicación, adherido a las faldas del volcán Santa María. También se distingue por su nacimiento a principios del siglo XX, provocado por una erupción en el ya mencionado volcán Santa María.

## Historia geológica
El 18 de abril la cabecera departamental y muchos de los municipios aledaños quedaron destruidos por el terremoto de San Perfecto, sismo que además causó que muchos de los que habitaban la región en aquel entonces perdieran la vida. Sin embargo, en octubre de ese año el Santa María despertó con una fuerte erupción y luego de haber estado unos 500 años en calma, hizo una de las erupciones más fuertes de su historia. 
Para los expertos la erupción del volcán fue el resultado de aquel terremoto pues luego de ese acontecimiento fueron varios temblores que se percibieron en la zona. La gran erupción inició el día 24 y continuó el 25 de abril de 1902. Esto desencadenó la formación del Volcán Santiaguito.
Tal fue la magnitud de la erupción que el cielo se obscurecio debido a las cenizas.

## Clasificación vulcanológica
Los volcanes se clasifican de varias maneras para facilitar su estudio. Tipo de volcán : Domo de lava.
Según la clasificación más común de los volcanes por su estructura, el volcán Santiaguito es del tipo domo de lava por su estructura pequeña y con pendientes pronunciadas como resultado de la acumulación de lava muy viscosa y flujo de ceniza incandescente.

### Estructura
Según la clasificación más común de los volcanes por su estructura, el volcán Santiaguito es del tipo domo de lava por su estructura pequeña y con pendientes pronunciadas como resultado de la acumulación de lava muy viscosa y flujo de ceniza incandescente.

### Actividad volcánica
Por otro lado, su actividad volcánica lo clasifica dentro del tipo peleano, por su alta propensión a explosiones y lava muy viscosa, además del fuerte contenido de gases derivados de su actividad.

### Erupciones de 1922
Junio: período eruptivo con ceniza. Inicia crecimiento de los domos del Santiaguito.
Septiembre: Intensificación de actividad en el domo. Erupciones de vapor de gran intensidad.

### Erupciones de 1923
Enero: los domos alcanzan 250 m de elevación.
Febrero: Fuerte actividad explosiva.
Mayo: erupción de ceniza. Incremento de volumen de los domos.
Octubre: nubes Ardientes.
Diciembre: grandes erupciones con pausas de casi 8 días.

### Erupciones de 1924
Febrero: erupciones y nubes ardientes.
Mayo: formación de aguja de lava en la cima, alcanzando 66 m en agosto.
Octubre: Levantamiento topográfico en los domos: diámetro base 1200 m, aguja de lava a 2400 m s. n. m., punto más alto del domo, 2420 m s. n. m.
Diciembre: Nubes ardientes y fuertes caídas de cenizas. Derrumbe parcial de la aguja.

### Erupciones de 1929
Febrero, julio, septiembre: erupciones y nube ardiente
Noviembre: flujos piroclásticos en el cauce del río Tambor. Derrumbe lado oeste del domo. Numerosos muertos, se calculan más de 2500 fallecidos y daños en la Finca El Patrocinio y sus alrededores. Destruidas 55 ha de plantación de café y 39 ha de potreros.

### Erupción de 1982
Erupción que hizo necesario la evacuación de miles de residentes de los alrededores al volcán, y ocasionó un
flujo de lodo y escombros en el cauce del Río Nimá II, que produjo su desborde y el embalse del Río Nimá I.
Destrucción de El Palmar y declaratoria de “zona inhabitable” en área del pueblo.

### Erupción de 1986
Flujo de lodo y escombros causa nuevamente el desbordamiento del río Nimá II, provocando la evacuación de
varias familias. Incremento de actividad sísmica.

### Erupción de 1989
Espectacular erupción vertical con generación de flujos piroclásticos.

### Erupciones de 2010
18 de enero: en la primera observación de campo de este año se observó apilamiento de lava en el flanco suroeste de la cúpula del cráter.
29 de abril: erupción violenta una de las más grandes de Santiaguito en tiempos recientes, teniendo eventos
sísmicos premonitores por más de 3 h antes, esta erupción se dio a las 6:50, e inició con un colapso del frente de lava apilada desde la cúpula suroeste del cráter, generando un sismo con una Magnitud 4.3
Richter sensible en el toda el área de Quetzaltenango. La erupción duró 5 h, además del primer evento se
dieron otros 3 colapsos más acompañados de igual número de sismos sensibles. Los flujos piroclásticos generados durante la erupción, se desplazaron a 3 km dentro de la barranca de río Nimá II, quemando vegetación.
Las columnas de ceniza se elevaron 4 km y cubriendo totalmente el complejo de domos, permaneciendo
nublado por casi 8 h, la columna expulsada se movió 15 km en dirección norte, luego se movió 50 km al sur llegando cerca de la costa. Como producto de la erupción, causó alarma en Quetzaltenango donde la ceniza alcanzó 2 a 3 mm de espesor en algunas partes: la ceniza en suspensión causó inconvenientes  cerrándose escuelas por dos días de la zona.
Mayo a diciembre, se mantuvo una actividad explosiva, abundante extrusión de lava que generaron
constantemente flujos Piroclásticos.

### Erupciones de 2011
Febrero: nuevamente se dan serie de explosiones con flujos piroclásticos, la ceniza alcanza 3000 m de altura.
Se mantiene con la misma tendencia de colapsos del borde del cráter debido a la extrusión de lava dejando zanjas por la constante bajada de los mismos. En el mes de abril, se comienza a evidenciar el crecimiento de 3 flujos de lava uno al sur, suroeste y este el último llega a la base el 21 de mayo. Durante esta actividad aún se mantienen los colapsos en la cúpula del cráter, fenómeno importante es que desaparecen, las típicas explosiones de ceniza quedando con una fuerte emanación de gases magmáticos con alturas de hasta 1000 m en forma sostenida.En el mes de julio nuevamente por un periodo de dos semanas aparecen explosiones débiles con poca ceniza, desapareciendo nuevamente. 
Por la noche se observa constante incandescencia sobre el cráter y constantes avalanchas, además de observarse una constante alimentación de los flujos de lava del sudoeste y este.
Se estima que existe abundante material suelto producto de la erupción en las laderas y barrancas de los ríos que nacen en las faldas del Santiaguito, es una gran preocupación ya que pueden darse lahares de grandes
dimensiones que pueden ocasionar daños en la parte baja de la costa.

### Erupción de 2012
- 28 de noviembre: erupción generada por colapso (rompimiento) del borde sur del cráter del Cono Caliente,

genera serie de flujos piroclásticos fuertes que levantan columnas de ceniza gris a más de 6000 m s. n. m. Que se desplazan a más de 70 km al sur y sudoeste, causando oscuridad en la zona cercana al volcán, cubriendo
de ceniza las ciudades de Retalhuleu, Champerico, Coatepeque y Ocos y, por su gran colapso provocó daño en la población.

### Erupción de 2016
Se observa una fuerte explosión con nubes de ceniza que alcanzan entre los 3500 y 4000 m de altura y unos pequeños flujos piroclásticos con lanzamiento de rocas y no se observa incandescencia. Durante el 2016 (durante algunos meses) se dio la situación de que ocurrieron erupciones fuertes con flujos piroclásticos. Se evacuan a personas cercanas al volcán.